# Hamburg-Reitbrook
Reitbrook ist ein in den Marschlanden gelegener Hamburger Stadtteil im Bezirk Bergedorf.
In Reitbrook bestimmen Milchhöfe und Getreideanbau das Bild. Im Gegensatz zu den anderen Gemeinden der Vier- und Marschlande eignet sich der hiesige sandige Boden nicht zum Anbau von Gemüse.

## Geschichte
Die erste urkundliche Erwähnung Reitbrooks geht auf das Jahr 1162 zurück, der Name bezeichnet ein Feuchtgebiet mit Bruchwald (Brook), das mit Reet (Reit) bewachsen war. Zwischen 1202 und 1227 gehörte Reitbrook zu Dänemark und fiel danach mit den Marschlanden an Holstein. In der Mitte des 14. Jahrhunderts ging Reitbrook teilweise in den Besitz des Klosters Reinbek über. 1724 verpfändete Herzog Karl Friedrich Reitbrook für zwanzig Jahre an Hamburg. Sein Sohn Karl Peter Ulrich löste das Gebiet jedoch rechtzeitig wieder aus.
Im Rahmen des Gottorper Vertrags ging Reitbrook 1768 in Hamburger Eigentum über.
1937 wurde in Reitbrook ein Erdölfeld in 665 bis 800 Metern Tiefe entdeckt (später Reitbrook-Alt genannt, um es vom später gefundenen Reitbrook-West zu unterscheiden). Sofort begann man das Öl zu fördern und erreichte 1940 mit 350.000 t. bereits das Fördermaximum. So konnte zwischen 1937 und 1942 etwa 1 Million Tonnen Erdöl gefördert werden. Anschließend musste die Fördermenge jedoch stark gedrosselt werden. Später entschied man sich, Reitbrook-Alt von einer Förderstätte in eine Untertagegasspeicherung umzurüsten. Hierdurch konnten 1965 nochmal 80.000 Tonnen pro Jahr gefördert werden. In den nächsten Jahren nahm die Fördermenge immer weiter ab, so dass 1985 nur noch 29.615 Tonnen gefördert werden konnten. Diese Menge sank immer weiter, bis sie 2013 zum Schluss bei 7.532 Tonnen lag. Insgesamt wurden zwischen 1937 und 2013 etwa 2.589.787 Tonnen Erdöl gefördert. Da aber weiterhin größere Mengen Erdöl vorhanden waren, kündigte GDF Suez 2014 an, den Gasspeicher wieder in einer Förderstätte umwandeln zu wollen, da man der Überzeugung war, dort jährlich wieder 20.000 Tonnen Öl fördern zu können.
Im Oktober 2015 nahm E.ON eine Power-to-Gas-Anlage (Windenergie wird mittels Elektrolyse in Wasserstoff umgewandelt und ins Erdgasnetz eingespeist) in Betrieb.

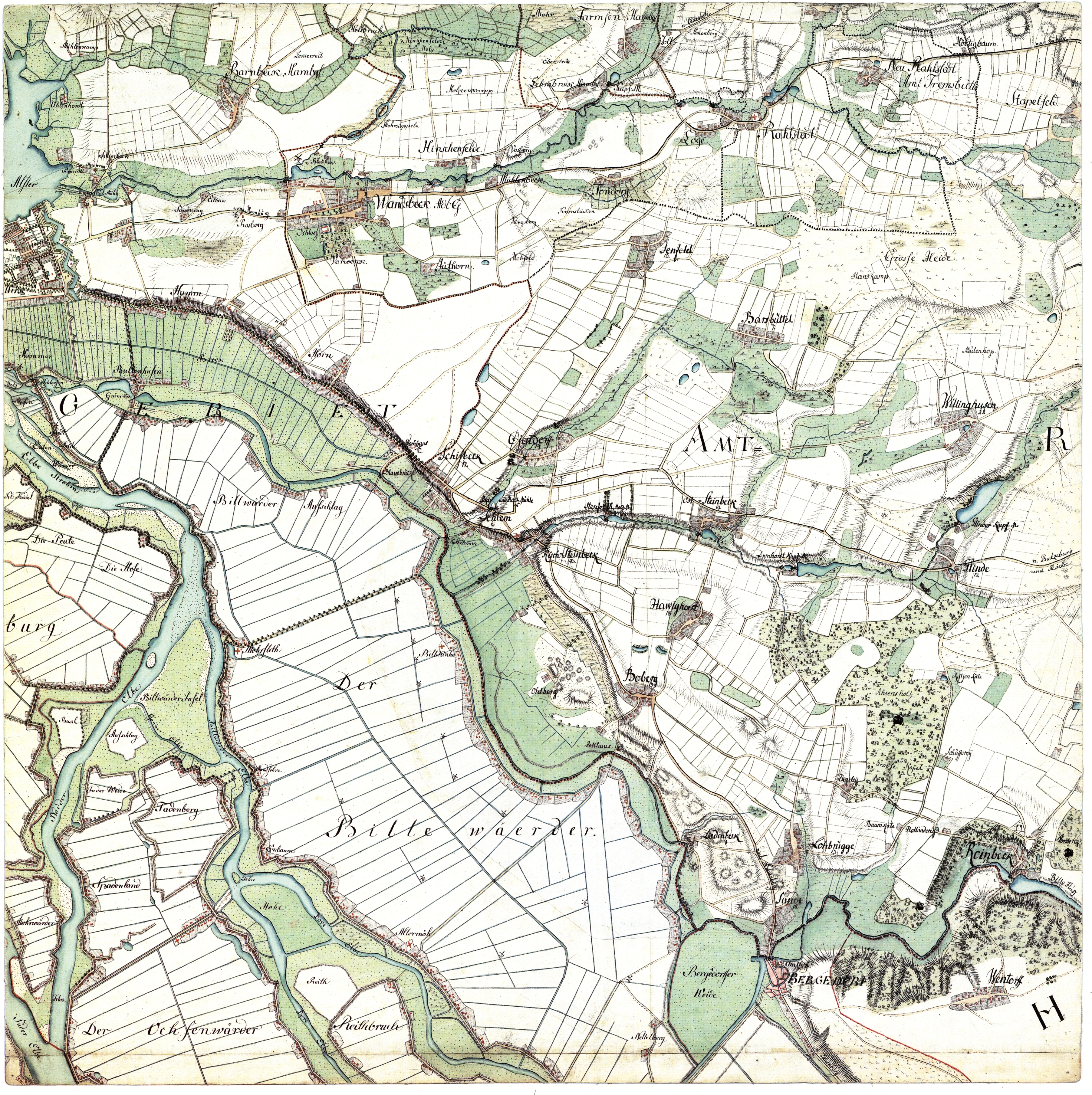
Reitbrook um 1790
Die Reitbrooker Mühle 1818

## Statistik
- Minderjährigenquote: 15,5 % [Hamburger Durchschnitt: 16,8 % (2023)].[6]
- Altenquote: 25,6 % [Hamburger Durchschnitt: 17,8 % (2023)].[6]
- Ausländeranteil: 7,0 % [Hamburger Durchschnitt: 20,7 % (2023)].[6]
- Arbeitslosenquote: 1,2 % [Hamburger Durchschnitt: 5,2 % (2017)].[7]

Das durchschnittliche Einkommen je Steuerpflichtigen beträgt in Reitbrook 50.684 Euro jährlich (2020), der Hamburger Gesamtdurchschnitt liegt bei 48.035 Euro.

## Politik
Für die Wahl zur Hamburgischen Bürgerschaft gehört Reitbrook zum Wahlkreis Bergedorf. Die Bürgerschaftswahl 2025 brachte folgendes Ergebnis:
| Bürgerschaftswahl 2025 – Reitbrook %403020100 33,1 %29,3 %13,2 %8,5 %8,3 %1,7 %5,9 % CDUSPDAfDGrüneLinkeFDPSonst. | \| Partei \| Ergebnis 2025 \| \| ------ \| ------------- \| \| CDU \| 33,1 % \| \| SPD \| 29,3 % \| \| AfD \| 13,2 % \| \| Grüne \| 8,5 % \| \| Linke \| 8,3 % \| \| FDP \| 1,7 % \| \| Übrige \| 5,9 % \| |
| Partei | Ergebnis 2025 |
| CDU | 33,1 % |
| SPD | 29,3 % |
| AfD | 13,2 % |
| Grüne | 8,5 % |
| Linke | 8,3 % |
| FDP | 1,7 % |
| Übrige | 5,9 % |

Bei der Bürgerschaftswahl 2015 war Reitbrook der einzige Stadtteil, in dem die CDU ein Ergebnis von über 30 % der Stimmen erreichen konnte.

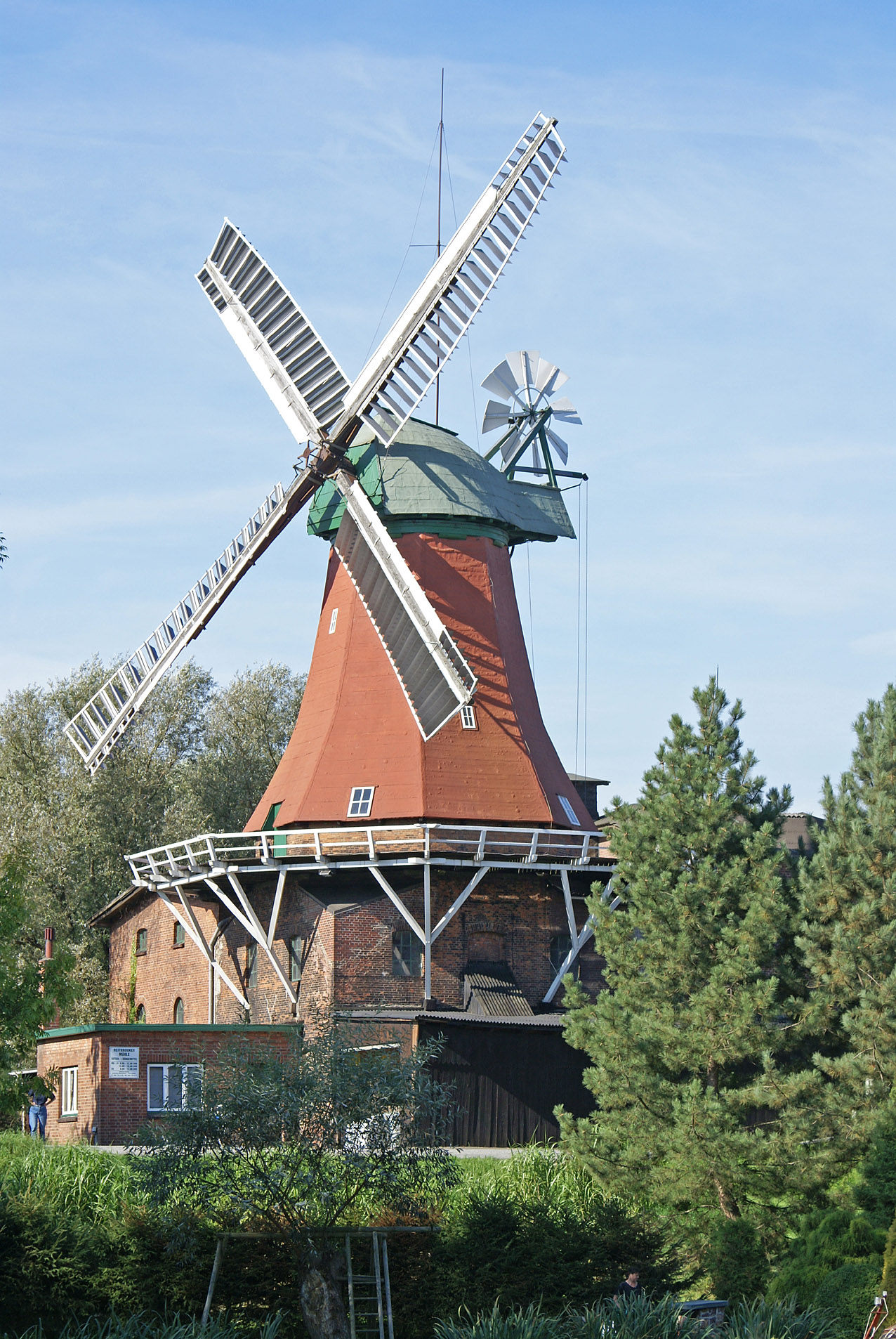
Die Mühle heute

## Kultur und Sehenswürdigkeiten

### Reitbrooker Mühle
Das wichtigste historische Bauwerk im Ort ist die Reitbrooker Mühle nahe der Dove Elbe.
Sie beherbergt heute einen Getreide- und Futtermittelhandel.

### Fährstein
Um 1840 verschollen und im Jahre 1891 auf dem Brückendamm wieder aufgestellt.

### Naturdenkmal
In Reitbrook liegt das etwa 48 Hektar große Naturschutzgebiet Die Reit zwischen dem Zusammenfluss der Dove Elbe und Gose Elbe.

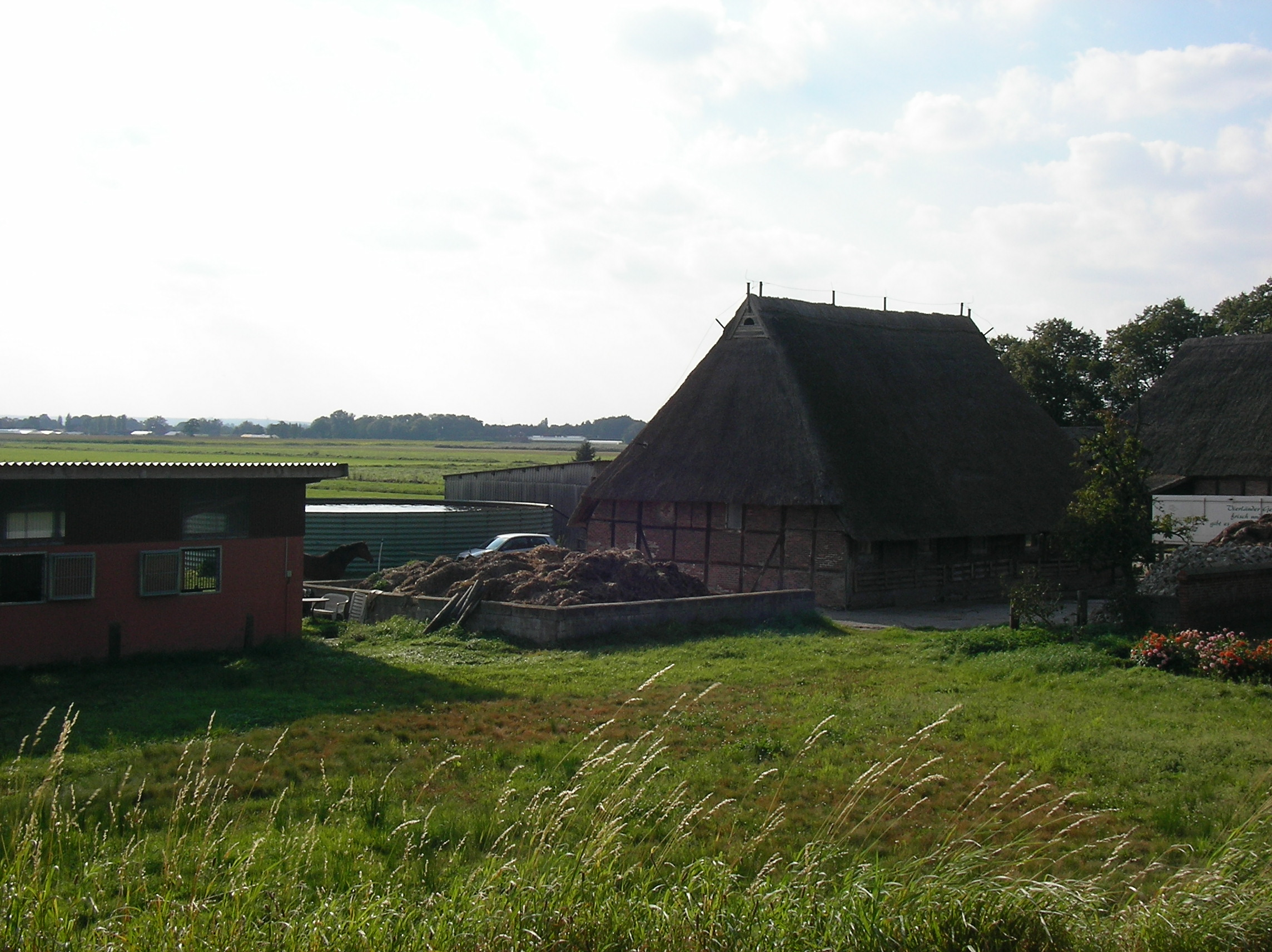
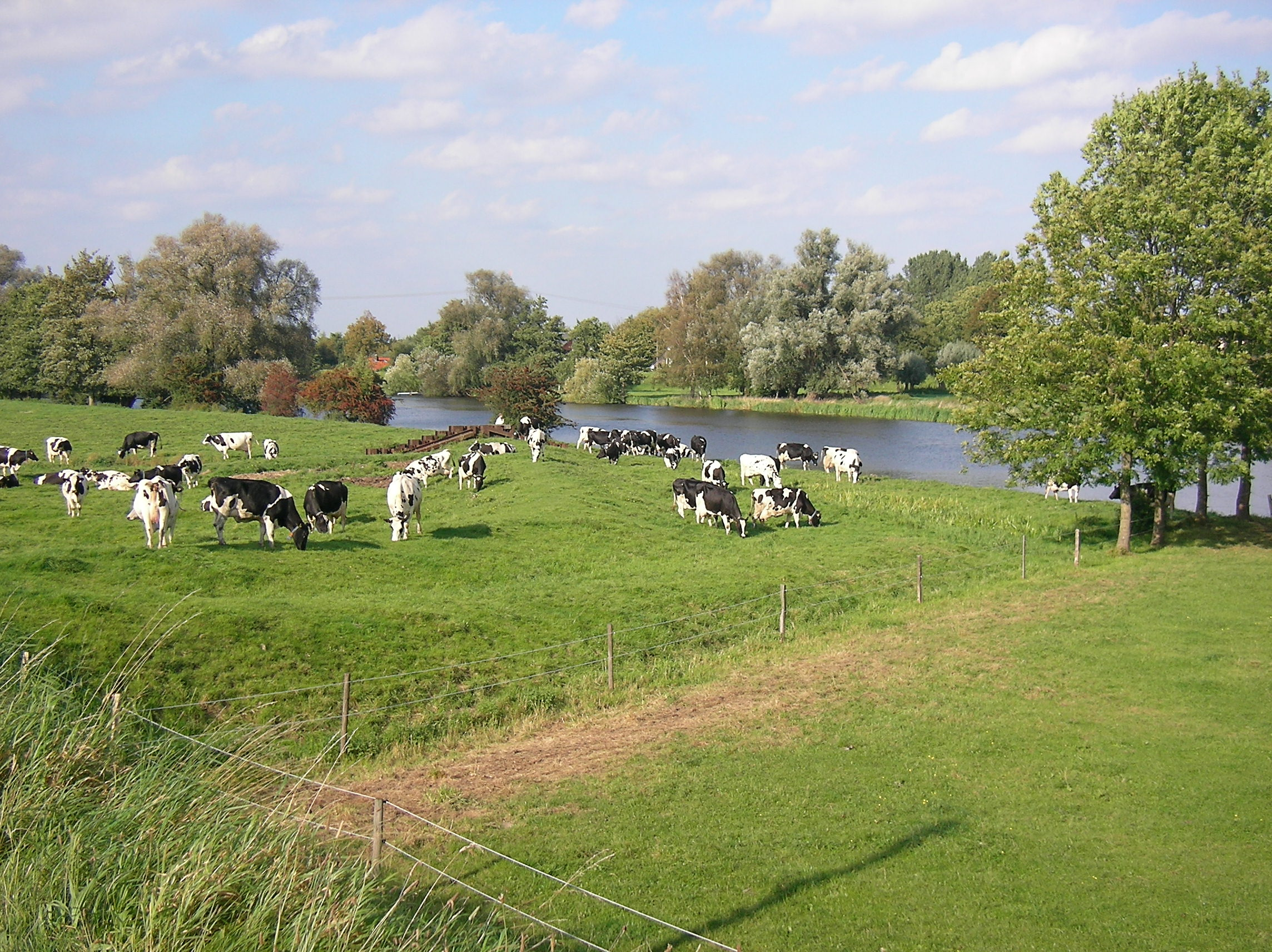
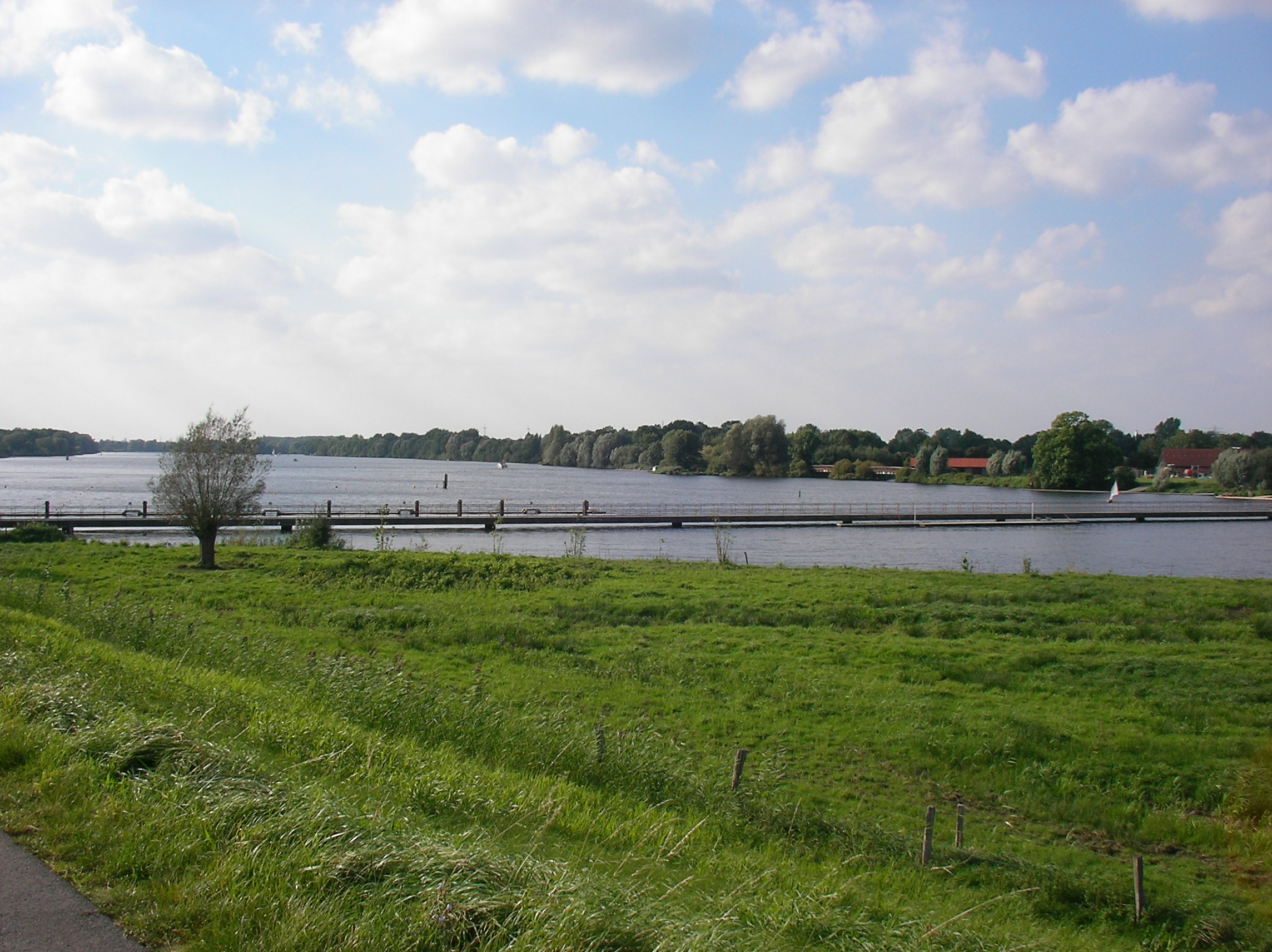

## Persönlichkeiten

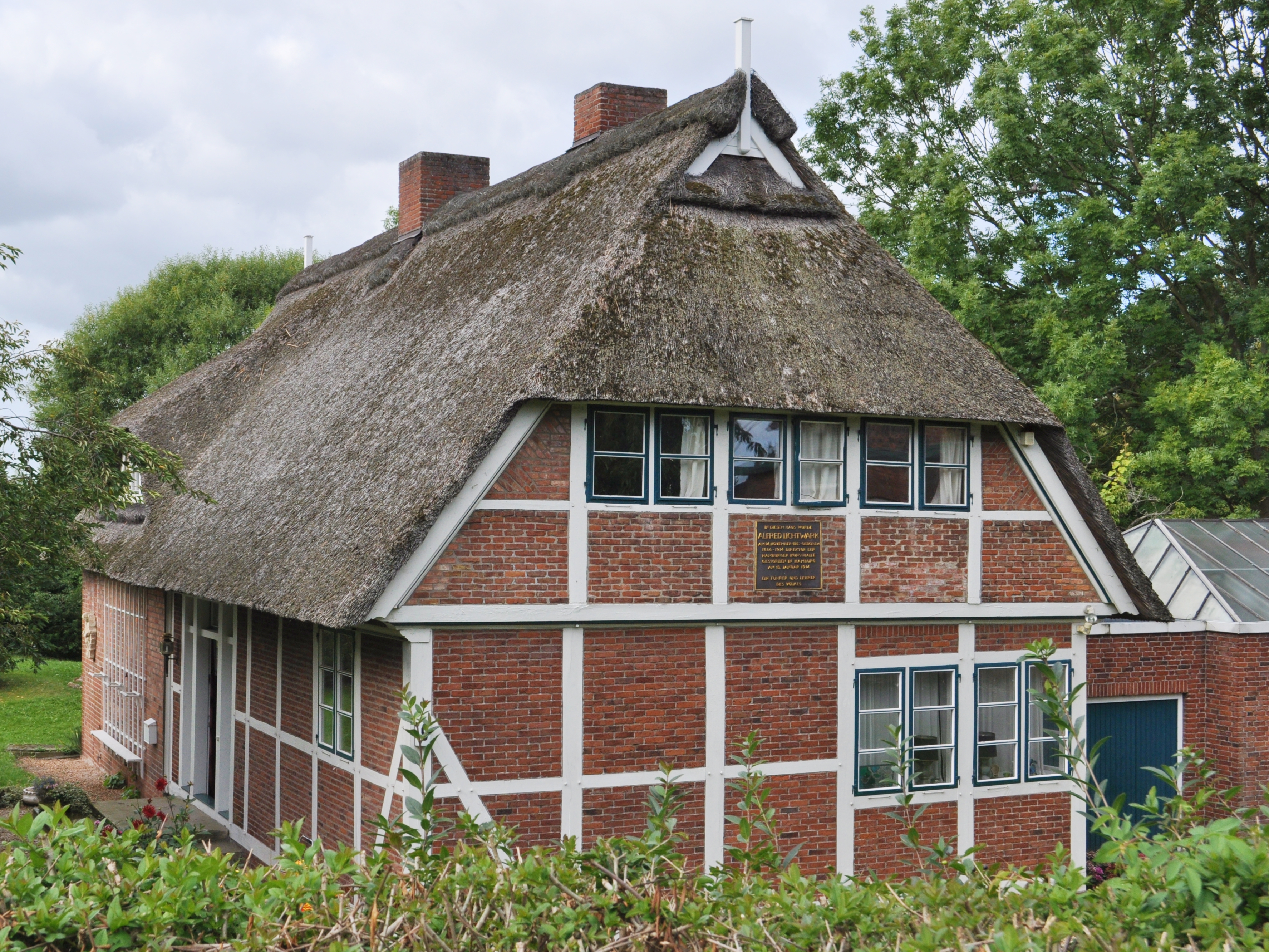
Haus von Alfred Lichtwarks Eltern

- Alfred Lichtwark (1852–1914) ist hier geboren und aufgewachsen. Sein Elternhaus steht links neben der Reitbrooker Mühle. Diese Windmühle am Vorderdeich 11 gehörte seinem Vater.